# Federico di Danimarca (1753-1805)
Federico di Danimarca e Norvegia (Copenaghen, 11 ottobre 1753 – Copenaghen, 7 dicembre 1805) fu principe ereditario di Danimarca e Norvegia dal 1766 al 1768 e reggente del regno dal 1772 al 1784.

## Biografia
Federico era figlio di Federico V di Danimarca e della sua seconda moglie Giuliana Maria di Brunswick-Lüneburg.
Alla morte del padre, nel 1766, era salito al trono il fratellastro Cristiano VII. Quest'ultimo aveva iniziato a dare segni di squilibrio mentale nel 1760, così il potere era finito nelle mani della moglie Carolina Matilde di Hannover e del di lei amante Johann Friedrich Struensee. Nel 1772 Giuliana Maria riuscì a far arrestare Struensee, il quale venne condannato a morte e giustiziato; Carolina Matilde invece venne esiliata. La reggenza del regno passò a Federico, anche se si trattava di un potere solo nominale, in quanto era la madre a governare di fatto.
La sua reggenza durò fino al 1784, anno in cui il figlio sedicenne di Cristiano e Carolina Matilde, che si chiamava anch'egli Federico, riuscì a spodestarlo

## Matrimonio ed eredi
Il 21 ottobre 1774, a Copenaghen, sposò Sofia Federica di Meclemburgo-Schwerin, figlia di Luigi di Meclemburgo-Schwerin. Dal matrimonio nacquero quattro figli:
- Cristiano (1786-1848);
- Giuliana Sofia (1788-1850); sposò Federico Guglielmo Carlo Luigi d'Assia-Philippsthal-Barchfeld
- Luisa Carlotta (1789-1864), sposò Guglielmo d'Assia-Kassel;
- Ferdinando (1792-1863).

## Ascendenza
|                                             |                                            |                                          | Genitori                                                     |  |  | Nonni |  |  | Bisnonni                 |  |  | Trisnonni                |  |
|                                             |                                            |                                          |                                                              |  |  |       |  |  | Federico IV di Danimarca |  |  | Cristiano V di Danimarca |  |
|                                             |                                            |                                          |                                                              |  |  |       |  |  | Federico IV di Danimarca |  |  | Cristiano V di Danimarca |  |
|                                             |                                            | Carlotta Amalia d'Assia-Kassel           |                                                              |  |  |       |  |  | Federico IV di Danimarca |  |  |                          |  |
| Cristiano VI di Danimarca                   |                                            |                                          |                                                              |  |  |       |  |  | Federico IV di Danimarca |  |  |                          |  |
|                                             |                                            | Luisa di Meclemburgo-Güstrow             | Gustavo Adolfo di Meclemburgo-Güstrow                        |  |  |       |  |  |                          |  |  |                          |  |
|                                             |                                            | Luisa di Meclemburgo-Güstrow             | Gustavo Adolfo di Meclemburgo-Güstrow                        |  |  |       |  |  |                          |  |  |                          |  |
|                                             |                                            | Luisa di Meclemburgo-Güstrow             | Maddalena Sibilla di Holstein-Gottorp                        |  |  |       |  |  |                          |  |  |                          |  |
| Federico V di Danimarca                     |                                            | Luisa di Meclemburgo-Güstrow             |                                                              |  |  |       |  |  |                          |  |  |                          |  |
|                                             |                                            | Cristiano Enrico di Brandeburgo-Kulmbach | Giorgio Alberto di Brandeburgo-Kulmbach                      |  |  |       |  |  |                          |  |  |                          |  |
|                                             |                                            | Cristiano Enrico di Brandeburgo-Kulmbach | Giorgio Alberto di Brandeburgo-Kulmbach                      |  |  |       |  |  |                          |  |  |                          |  |
|                                             |                                            | Cristiano Enrico di Brandeburgo-Kulmbach | Maria Elisabetta di Holstein-Glücksburg                      |  |  |       |  |  |                          |  |  |                          |  |
| Sofia Maddalena di Brandeburgo-Kulmbach     |                                            | Cristiano Enrico di Brandeburgo-Kulmbach |                                                              |  |  |       |  |  |                          |  |  |                          |  |
|                                             |                                            | Sofia Cristiana di Wolfstein             | Alberto Federico di Wolfstein                                |  |  |       |  |  |                          |  |  |                          |  |
|                                             |                                            | Sofia Cristiana di Wolfstein             | Alberto Federico di Wolfstein                                |  |  |       |  |  |                          |  |  |                          |  |
|                                             |                                            | Sofia Cristiana di Wolfstein             | Luisa di Castell-Remlingen                                   |  |  |       |  |  |                          |  |  |                          |  |
| Federico di Danimarca                       |                                            | Sofia Cristiana di Wolfstein             |                                                              |  |  |       |  |  |                          |  |  |                          |  |
|                                             | Ferdinando Alberto I di Brunswick-Lüneburg | Augusto di Brunswick-Lüneburg            |                                                              |  |  |       |  |  |                          |  |  |                          |  |
|                                             | Ferdinando Alberto I di Brunswick-Lüneburg | Augusto di Brunswick-Lüneburg            |                                                              |  |  |       |  |  |                          |  |  |                          |  |
|                                             | Ferdinando Alberto I di Brunswick-Lüneburg | Elisabetta Sofia di Meclemburgo          |                                                              |  |  |       |  |  |                          |  |  |                          |  |
| Ferdinando Alberto II di Brunswick-Lüneburg | Ferdinando Alberto I di Brunswick-Lüneburg |                                          |                                                              |  |  |       |  |  |                          |  |  |                          |  |
|                                             |                                            | Cristina d'Assia-Eschwege                | …                                                            |  |  |       |  |  |                          |  |  |                          |  |
|                                             |                                            | Cristina d'Assia-Eschwege                | …                                                            |  |  |       |  |  |                          |  |  |                          |  |
|                                             |                                            | Cristina d'Assia-Eschwege                | …                                                            |  |  |       |  |  |                          |  |  |                          |  |
| Giuliana Maria di Brunswick-Lüneburg        |                                            | Cristina d'Assia-Eschwege                |                                                              |  |  |       |  |  |                          |  |  |                          |  |
|                                             |                                            | Luigi Rodolfo di Brunswick-Lüneburg      | Antonio Ulrico di Brunswick-Wolfenbüttel                     |  |  |       |  |  |                          |  |  |                          |  |
|                                             |                                            | Luigi Rodolfo di Brunswick-Lüneburg      | Antonio Ulrico di Brunswick-Wolfenbüttel                     |  |  |       |  |  |                          |  |  |                          |  |
|                                             |                                            | Luigi Rodolfo di Brunswick-Lüneburg      | Elisabetta Giuliana di Schleswig-Holstein-Sonderburg-Norburg |  |  |       |  |  |                          |  |  |                          |  |
| Antonietta Amalia di Brunswick-Wolfenbüttel |                                            | Luigi Rodolfo di Brunswick-Lüneburg      |                                                              |  |  |       |  |  |                          |  |  |                          |  |
|                                             |                                            | Cristina Luisa di Oettingen-Oettingen    | Alberto Ernesto I di Oettingen-Oettingen                     |  |  |       |  |  |                          |  |  |                          |  |
|                                             |                                            | Cristina Luisa di Oettingen-Oettingen    | Alberto Ernesto I di Oettingen-Oettingen                     |  |  |       |  |  |                          |  |  |                          |  |
|                                             |                                            | Cristina Luisa di Oettingen-Oettingen    | Cristina Federica di Württemberg                             |  |  |       |  |  |                          |  |  |                          |  |
|                                             |                                            | Cristina Luisa di Oettingen-Oettingen    |                                                              |  |  |       |  |  |                          |  |  |                          |  |